# D.Gray-manの登場人物
D.Gray-manの登場人物（ディーグレイマンのとうじょうじんぶつ）は、星野桂作の漫画『D.Gray-man』、およびそれを原作としたテレビアニメ作品に登場する架空の人物の一覧。
担当声優はテレビアニメ版でのキャスト。第1作 / 第2作の順に表記。特別記載がないものは、第1作のものとする。

## 主要人物
「黒の教団」に所属するエクソシスト達。下記4名についての詳細はそれぞれの項目を参照。
アレン・ウォーカー（Allen Walker）
声 - 小林沙苗 / 村瀬歩
本作の主人公。エクソシストの少年。
リナリー・リー（Lenalee Lee）
声 - 伊藤静 / 加隈亜衣
本作のヒロイン。エクソシストの少女で、コムイの妹。
YU / 神田ユウ（かんだ ユウ / Yu Kanda）
声 - 櫻井孝宏 / 佐藤拓也、代永翼（幼少期）
フロワの弟子である青年。
ラビ（Lavi）
声 - 鈴村健一 / 花江夏樹
ブックマンの後継者である青年。
ティムキャンピー（Timcanpy）
クロス元帥のゴーレムでアレンを本部に向かわせる時に案内役として渡した。
他のゴーレムとは違い全体が金色で、球体に翼と尻尾が生えたような形状。本体部に十字が刻まれていて、尻尾の先には体と同じ位の大きさの飾りが付いている。教団製のゴーレムとは異なり映像記録機能があり、サイズが変わったり、粉々になっても元通りに再生できたり、元々クロスが契約主である為、彼の存在を感知したりすることができる。
本体部には牙が生えた大きな口があり、噛み付いたり分厚い壁を噛み砕いて突き進んだり、煙草を吸うことが可能。食事はしないが食べ物を齧る事があり、アレン曰く「遊びの一つ」らしい。また、育毛剤を被った時に羽の付け根あたりから髪が伸びていた。アレンと初めて出会ったときはクロスの顔くらい巨大だった。名前は同名のアクセサリーブランドに因んでいる。
アレンとセットで奏者の資格を持っているため、方舟の14番目の部屋に現れた謎の人物が自らの所有物であると発言している。

## 「黒の教団」

### エクソシスト
ブックマン（Bookman）
声 - 青野武 / 大塚芳忠
ラビの師匠であり彼のお目付役。この世で唯一裏歴史を記録する「ブックマン」である。88歳。中国に伝わる針の治療法の達人。本名はブックマンになったときに捨てた。一人称は「ワシ」。目の周りに黒いメイクが塗ってあるため、ラビからは「パンダ」、「パンダジジイ」などと呼ばれている。ラビと同様、歴史の記録のために教団側にいるだけ。時代によっては伯爵側についたこともある。教団内の自室はラビと同室で、部屋は新聞だらけで足場もない状態。あらゆる情報を有しており、クロスがAKUMAを改造する技術を持っていたことも知っていたが、実例であるちょめ助が現れるまでラビ達には教えなかった。「ブックマン」として記録をとるときは、劇中の言語（英語）とは異なる言語を用いる。ラビを弟子にする以前に既にブックマンの後継者がいたようだが、その後継者は既に死亡している模様。
- 天針（ヘヴンコンパス）
  - 呪縛の針「北ノ罪」（じゅばくのはり「ノースクライム」）
  - 加護の針「東の罪」（かごのはり「イーストクライム」）

ミランダ・ロットー（Miranda Lotto）
声 - 豊口めぐみ / 小清水亜美
「巻き戻しの街」の奇怪を起こしていた細身の女性。ドイツ人。25歳。かなりネガティブ。幼い頃から要領が悪く、100回以上の失業経験がある。極度のストレスからか、かなり痩せ細っている。
100回目の失業の際、そのショックによる強い絶望感が偶然手に入れたイノセンス（柱時計）に影響を与えて街に奇怪を起こし、34回も10月9日（アニメでは10月28日）を繰り返す現象を引き起こした。この調査にやってきたアレン達とロードの戦いに巻き込まれたことで適合者であることが判明し、事件の後「再就職」として黒の教団へ入団する。
- 刻盤（タイムレコード）
- 時間回復（リカバリー）
- 時間停止（タイムアウト）
- 時間吸収（リバース）

アレイスター・クロウリー三世（Arystar Krory）
声 - 岩田光央 / 杉山紀彰
古城「クロウリー城」の主で、男爵の爵位を持つ。ルーマニア人。28歳。語尾に「〜である」と付ける。平常時は非常に気弱な性格。一人称は「私」。ラビからは「クロちゃん」と呼ばれている。
食人花「ロザンヌ」をクロスから受け取り、それに噛まれたことによりイノセンスを手に入れた。正体を知らぬままAKUMAであるエリアーデと共に暮らしていたが、アレン達と出会いエクソシストとなった。団服は上半身のみ着用し、黒ズボンと黒マントを愛用している。
- 名前ないイノセンス
  - 血要塞化
  - ブラッディークロリー

ノイズ・マリ（Noise Marie）
声 - 梁田清之 / 間宮康弘
ティエドールの弟子。大柄な体躯の盲目の男性。オーストリア人。28歳。穏やかで仲間想い。耳に特殊なヘッドホンをしており遠く離れた地点の音を拾ったり、聞き分けたりすることが可能。好物は銅鑼焼き。
- 聖人ノ詩篇（ノエル・オルガノン）
  - 聖人ノ詩篇「嘆きの旋律」（ノエル・オルガノン「なげきのせんりつ」）

デイシャ・バリー（Daisya Barry）
声 - 家中宏、比嘉久美子（少年期）
ティエドールの弟子。トルコ人。19歳。よくティエドールのメガネを割っては怒られていたらしい。
- 隣人ノ鐘（チャリティ・ベル）

ヘブラスカ（Hevlaska）
声 - 甲斐田裕子
イノセンスの番人。黒の教団設立時から所属する、人と蛇を融合したような巨大な外見をもっており、アレン曰く「不思議な存在、女性のようなイメージ」をしたエクソシスト。一人称は「私」。
教団内におり、彼女の体内にはイノセンスを保管・管理するためのホールがある。イノセンスと適合者のシンクロ率を調べたり（その為、入団者は必ず審査を受ける）イノセンスの発動を強制的に止めたりなど、他のイノセンスに作用する能力を持つ。
- 石箱（キューブ）

スーマン・ダーク（Suman Dark）
声 - 郷田ほづみ
ソカロの弟子。難病を患う娘のジェイミー（声 - 水野理紗）の治療費と引き換えに教団に入団したが、家族と離れた生活に寂しさを感じていた。
対アクマ武器は寄生型の右腕。風を操る能力を持っていたらしい。
チャオジー・ハン（Chaozii Han）
声 - 宮野真守 / 岡本寛志
アニタの部下。中国人。20歳。嘘をつくと耳がピクピクと動く。寝癖はかなりひどい。生まれて間もなくしてAKUMAに殺された母親の腹からアニタとアニタの母によって取り上げてもらったらしい。船上の戦いの際に生き残った中の1人。
母親や恩人であるアニタとアニタの母、多くの仲間達を殺されたことから、ノアやAKUMAへの憎悪は人一倍強い。そのため、一度敗北したティキをも助けようとしたアレンには偏見を抱いている。
- 洗礼ノ腕輪（アーム・オブ・バプテスマ）

ティモシー・ハースト（Timothy Hearst）
声 - 矢作紗友里（第2作）
パリのハースト孤児院で暮らしていたフランス人の少年。9歳。父親は泥棒で、額の玉（イノセンス）は父の逮捕前に無理矢理飲み込まされた。物心ついた頃からイノセンスの力の一端を使いこなしており、それを悪用し神出鬼没の泥棒「怪盗G」を名乗り、経営が傾いた孤児院を立て直すために他人の体で盗みを繰り返しては、その利益を匿名で寄付し続けていた。
- 憑神（ツキガミ）

### エクソシスト元帥
クロス・マリアン（Cross Marian）
声 - 東地宏樹 / 最上嗣生
黒の教団エクソシスト元帥兼導師であり、元科学者。アレンの師匠。国籍、年齢は不明。赤い長髪、右半分に仮面（変装用に形状変化が可能）を付けている、目つきの悪い強面の中年男性。AKUMA改造が出来る唯一の人物。放心状態であったアレンを救いエクソシストとして3年間鍛え上げ、実力をつけると共に心構えを教えた。能力的には非常に優秀ながらも誰もが認める「変人」「極悪人」で、弟子のアレンとは対照的に非常に凶暴かつ性質の悪い人物。教団本部を嫌っており、代わりにアレンを行かせたことがアレンの教団に入る切っ掛けとなった。アレイスター・クロウリーI世の友人を名乗っている。千年伯爵とは過去に面識がある模様。金が足りないときは世界中にいる愛人や友人からの借金かツケでまかなって生活しており、返しきれない場合は弟子のアレンに借金を押し付ける。敵であるジャスデビにも借金を押し付けた事がある。基本、全裸で就寝するという。相当な酒豪らしく、本部内の自室や日本の隠れ家には大量の酒瓶が置いてあった。
- 断罪者（ジャジメント）
  - 原罪の矢（げんざいのや）
  - 非難の弾丸
  - 罪滅ぼしレベル

- 聖母ノ柩（グレイヴ・オブ・マリア）
  - 聖母ノ加護（マグダラ・カーテン）
  - 脳傀儡（カルテ・ガルテ）

フロワ・ティエドール（Froi Tiedoll）
声 - 土師孝也
神田、マリ、デイシャの師匠。眼鏡で垂れ目の中年男性。フランス人。40歳。元画家で、任務の傍らに絵を描くのが趣味。適合者捜索のため単独で世界を回っており、弟子の一人であったデイシャ・バリーがティキに殺害された直後、スペインにて護衛として来た神田とマリの2人と合流する。捜索の途中で日本に入国、クロス部隊と共に江戸での戦いを生き抜き、適合者となったチャオジーを弟子に迎える。クロスやソカロと比べて極めて常識人であり、弟子に対する愛情が深い為、ホームに帰ると神田を「ユー君」、マリを「マー君」と呼ぶ等、穏和な性格だが、クロスやクロス部隊に対するコメントからは、冷徹ともいえる観察力・判断力を持っている側面がうかがえる。
- 楽園ノ彫刻（メーカー・オブ・エデン）
  - アート
    - ジャイアンツ
    - 神田のアート
    - キャリッジ

- 抱擁ノ庭（ほうようのにわ）

クラウド・ナイン（Klaud Nine）
声 - 勝生真沙子 / 植田佳奈
黒の教団エクソシストで唯一の女性元帥。アメリカ人。32歳。元サーカスの猛獣使い。長い金髪で、原因は不明だが右頬に傷がある。常に無表情で冷静沈着。口調は男勝り。趣味はラウ・シーミンの世話。好きなものはブルーチーズ。クロスのようなどうしようもない男が嫌いらしい。ティナ、グエン、ソルの師匠。弟子の死を悼んで涙を流した。その後新しくエクソシストになったティモシーを弟子に迎える。
- ラウ・シーミン
  - 破甲砲 "ラウ・ガンズ" （やぶかぶとほう "ラウ・ガンズ" ）

ウィンターズ・ソカロ（Winters Socalo）
声 - 若本規夫 / 稲田徹
元死刑囚。メキシコ出身。39歳。鉄の仮面を着用しており、筋骨隆々としている。スーマン、カザーナ、チャーカーの師匠。性格は極めて非情であり弟子の死を全く悲しまず、「負け犬」と罵って吐き捨てさえする。趣味、好きなものは共に殺し合いで、嫌いなものは規則。仮面の下の素顔は悪魔のように恐ろしい。4人の元帥の中では群を抜いて凶暴かつ残忍な性格であり、戦えればどうでもいいという危険人物。
- 神狂い（マドネス）
  - 火葬舞（デデルーパ）

ケビン・イエーガー（Kevin Yeegar）
声 - 川久保潔
英国出身。89歳。元帥の中で一番高齢でありながら、常に前線で活躍していた。しかし、ティキの襲撃を受け、持っていたイノセンスを奪われた挙句、殺された。
アニメ版では鎖状の装備型対アクマ武器を使用していた。アニメで描かれたエピソードによると若い頃は学校の教師をしていたが、AKUMA化した生徒の一人が他の生徒を皆殺しにするという事件をきっかけにエクソシストになる。しかし、ロードに見せられたその時の事件の幻影に翻弄されて敗北した事になっている。

### 本部の職員
コムイ・リー（Komui Lee）
声 - 小西克幸 / 井上剛
黒の教団本部室長で、リナリーの兄。中国人。29歳。若き天才科学者で教団内サポート派の最高位。本人は「科学班・室長（指令室長）」と名乗っている。一人称は「僕」。教団内においての服装は白いコートとスリッパ。スリッパの理由は楽なのと、ずっと靴を履いていると、足が臭くなってリナリーに嫌われるためである。いつも被っているベレー帽には何か仕掛けがあるらしく、科学班員たち曰くたまにそこから何かの音が漏れているらしい。職務態度はいい加減で科学班員をこき使っては振り回し、彼らからの信頼度は「99%の信頼と1%の殺意」。カフェイン依存症でコーヒーが無くては仕事ができずに暴れだすほど無類の嗜好を持っている。いつも飲んでるコーヒーは本格派で、種類はブルーマウンテン。「ヨッシー」というウサギのマグカップを愛用していたが、立ちくらみで割ってしまった。極度のトラブルメーカーかつマッドサイエンティスト。船に弱く乗船時によく船酔いするらしい。病気とも言える程のシスコン。「リナリーが結婚する」というセリフでどんな深い眠りからも覚め、完全武装する。リナリーとは逆に基本的にギャグキャラだが、時として冷徹となることがある。エクソシストを道具としか思っていない一部の教団幹部からエクソシストを守る防波堤でもある。
- コムビタンD
  - コムビタンD II

リーバー・ウェンハム（Reever Wenhamm）
声 - 置鮎龍太郎 / 杉田智和
本部科学班班長。科学班の責任者。オーストラリア人。26歳。逆立てた髪に無精髭、緩んだネクタイというくたびれた雰囲気から年齢より老けて見える。一人称は「俺」。左利き。専門分野は数学・化学・言語学。教団内の自室はそれらの分野の本で埋め尽くされている。酒とタバコは苦手で、主に炭酸系、コーラやレモンソーダを飲む。最近では転職を考えている。コムイの我儘にうんざりしており「巻き毛室長」と罵っており、立場上は上司にあたる彼をうっとうしがっているが、自分は飲まないコーヒーを入れてやったり、コムイがコーヒーと間違えてしまうためコーラをやめてレモンスカッシュを飲むようにしているなど、結構上司思いの部下。そして自分の部下達を自らを犠牲にしてでも守ろうとする頼もしい上司でもあると同時に、リナリーやアレンに対しても頼れるお兄さん的な態度を取る男らしいキャラである。
ジョニー・ギル（Johnny Gill）
声 - 坪井智浩 / 市来光弘
本部科学班班員。アメリカ人。25歳。ビン底眼鏡をかけ、ヘッドホンをしている。元来人懐こく、職場を越えて友人が多い。咎落ちになって死亡したエクソシストのスーマン・ダークとは仲が良く、よくチェスをしていた。また、タップ・ドップとは北米支部に所属している時からの親友でもある。彼の素顔は一目見ただけで笑いが長時間止まらなくなるほど可笑しいらしい。教団内の自室にはTシャツが大量にかかり、雑誌が散乱している。体が弱く、月に一度は高熱を出して倒れたり、アルマの姿を見て嘔吐したりした。
タップ・ドップ（Tup Dop）
声 - 田中完
本部科学班班員。アメリカ人。27歳。肥満体でタラコくちびる、ニット帽を目の下まで被っている。一人称は「オレ」。ジョニーが徹夜で倒れたときは、よく医務室まで運んでいたらしい。
マービン・ハスキン（Marvin Huskin）
本部科学班班員。南米支部出身で、長身に目の隠れる長い金髪が特徴。常にタバコをくわえている。
ロブ・ニール（Rob Nile）
本部科学班班員。オセアニア支部出身で、黒髪に口元に無精髭を生やした温和な男。
ジェリー（Jery）
声 - 鈴木琢磨 / 稲田徹
インド人。本部総合管理班料理長。屈強な体格のオカマ。ジェリーという名は仮名。アレンを一目見て気に入ったが、大食漢ぶりには呆れていた。
マオサ（Maosa）、キエ（Kie）
声 - 下和田裕貴（マオサ）、松井尚吾（キエ） / 川島慶嗣（マオサ）、徳石勝大（キエ）
中国人。アニタの部下でチャオジーの先輩たち。江戸行きの船での戦闘で生き残り、エクソシストになるチャオジーと共に教団に入団する。
ジジ＝ルゥジュン（Gigi Lujun）
声 - 奈良徹（第2作）
科学班所属。本部と支部の間を行き来しており、初登場時にはアジア支部にいた（過去に本部にいた際に上層部とケンカしてアジア支部に移動した。その為、本部の回想シーンで登場していることもある）。教団の再編に伴い、本部に異動する。幼いころの神田と面識があるせいか、神田が他の人物に対してよりも心を開いている描写がある。
キャッシュ・ドップ（Cache Dop）
声 - 新田早規（第2作）
南米支部からの補充要員。タップの妹で、容姿もそっくり。アレン達も最初タップと見間違え、嬉しさのあまりみんな抱きついている。
小説版では、ジョニーを破るチェスの腕前を披露している。
レゴリー・ペック（Legory Peck）
声 - 梅原裕一郎（第2作）
科学班第二班班長。中央庁科学室からの補充要員。イヤミな言動が多く、リナリーに色目を使おうとして呆れられている。
マーク・バロウズ（Mark Burroughs）
声 - 岩瀬周平（第2作）
科学班第三班班長。中央庁科学室からの補充要員。浅黒い肌の長身の男。
リーバー率いる第一班からの悪臭にクレームをつける。親指と人差し指をこすり合わせる癖がある。
ブリジット・フェイ（Bridget Faye）
声 - 新田早規（第2作）
教団室長補佐役。元・中央庁事務官から異動。真面目で時間にきっちりした美女で、それまで何かとルーズだったコムイを厳しくサポートする。
中央庁の指示を受け、ハースト孤児院での戦闘にマダラオを派遣させた。
エミリア・ガルマー（Emilia Galmar）
声 - 洲崎綾（第2作）
ティモシーの父を逮捕したパリ市警刑事・ガルマー警部（声 - 後藤ヒロキ）の娘。ハースト孤児院に勤務しティモシーの面倒を見ていたが、エクソシストになるティモシーを支える人間が必要と考え、彼の家庭教師として自らも入団する。
ボネール（Bonerl）
探索班所属。唇が分厚い大柄なオカマ。ティモシーが入団前に起こしていた「怪盗G事件」でスケープゴートにされた一人であり、拘置所に入れられた他の被害者達のボス的存在だった。
同じように逮捕されてしまったジジ達教団職員の引き取りに来たリーバーに惚れ込み、釈放後教団に入団する。

### アジア支部
バク・チャン（Bak Chang）
声 - 三木眞一郎 / 羽多野渉
黒の教団アジア支部支部長。中国人（ドイツ系）。コムイに次ぐ頭脳の持ち主（自称）。父方の曽祖父は教団創設創立者の1人でドイツ人の魔術師の末裔。西洋人に比べて低身長で顔の造形が幼い。常に帽子をかぶっている。極度に緊張するとじんましんが出る体質。幼い頃から魔術に関する造詣が誰よりも深く、コムイをも上回る。またコムイの実力を認めながらも一方的にライバル視している。坊っちゃん育ちで、一人称は基本的に「オレ様」であるが人に良く見られたい願望が強く、気心知れた相手以外の前では「ボク」や「私」と言う。コムイとジェリーから「バクちゃん」と呼ばれているが、本人は嫌がっている。
一応部下からは尊敬されているが、同時に面白がられるという厄介な立場。曽祖父の作った『守り神』の力をある程度操作することができる。極度の方向音痴で寂しがり屋。実は密かにリナリーに惚れており盗撮写真を大量に所持する。
サモ・ハン・ウォン（Sammo Han Won）
声 - 柴田秀勝
黒の教団アジア支部支部長補佐。中国人。代々チャン家に仕えてきた老人。特異な髪形をしている。涙もろく、よくバクとは主従漫才をする。
フォー（For）
声 - 冨永みーな / 高森奈津美
黒の教団アジア支部番人。バクの曽祖父が作った『守り神』から派生した結晶体（人型）。普段はピンクの髪と赤い瞳の容姿の少女の姿をとっている。高い戦闘能力を持ち、戦闘時は両手が鎌のようになる。その能力の応用系ということなのか擬態能力を持っており、見たことのある人間であればその姿に化けることが可能でよくバクをからかっている。レベル3襲撃の際にはアレンに擬態した。また、擬態した状態で体を部分的に変形させることも可能。体力を消耗すると眠くなり体が実体化できなくなって、物体をすり抜けてしまう。
男勝りで言動もきつく、攻撃するのに躊躇がなく、アレンの首を真っ二つにしようとしたこともある。しかし性根は優しく、泣いているウォンを宥めながら一緒にアレンを探したり、左腕がいつまでたっても復活せず落ち込むアレンのことを気に掛けて慰めた。
蝋花（ロウファ / Rohfa）
声 - 坂本真綾
黒の教団アジア支部科学班見習い。中国人。18歳。眼鏡をかけた三つ編みの女性。かなりの天然。ティキに敗北しアジア支部に運び込まれたアレンに一目惚れし、彼に会うために本部栄転を目指している。
李桂（リケイ / Rikei）
声 - 福山潤
黒の教団アジア支部科学班見習い。中国人。19歳。3人の中ではリーダー格で、いつも腕まくりをしている。方舟から戻ってきたリナリーに一目ぼれし、蝋花と同じく本部勤務の野望を抱く。
シィフ（Shifu）
声 - 下野紘
黒の教団アジア支部科学班見習い。朝鮮人。19歳。狐目でリアクションは少ない。他の二人と違い、純粋に本部勤務に憧れを抱いている。
ズゥ・メイ・チャン（Zuu Mei Chang）
声 - 飯塚昭三（第2作）
黒の教団の対AKUMA武器開発者で、アジア支部の料理長を兼任している。バクの母方の大おじにあたる。
- 癒闇蛇（ゆやみへび）

エドガー・チャン・マルティン（Edgar Chang Martin）、トゥイ・チャン（Tui Chang）
声 - 土田大（父・第2作）、幸田夏穂（母・第2作）
バクの両親。父親はアジア支部長補佐、母親は支部長を務めていた。

### その他の支部
レニー・エプスタイン（Renny Epstein）
声 - 恒松あゆみ / 國立幸
黒の教団北米（北アメリカ）支部長。アメリカ人。30歳。胸の開いた服を着た筋肉質の女性。教団での戦いの後、ルベリエから秘密裏にAKUMAの卵の欠片を受け取り、第三エクソシスト計画を進める。
アンドリュー・ナンセン（Andrew Nansen）
黒の教団オセアニア支部長。オーストラリア人。
クロスとアレンの処遇を決める会議に出席するが、教団本部侵入を目論むルル＝ベルに暗殺され入れ替わられる。
ルイジ・フェルミ（Louis Fermi）
黒の教団中東支部長。トルコ人。

### 協力者（サポーター）
アニタ（Anita）
声 - 高山みなみ
妓楼「天青楼」の主人。中国人。27歳。クロスの愛人。容姿端麗で大勢の部下を抱えている。母も協力者だったがAKUMAに殺された。
マホジャ（Mahoja）
声 - 本田貴子
中国人。29歳。アニタの部下で彼女を慕っている。スキンヘッドで大柄な女性。AKUMAを蹴飛ばすほどの怪力を持つ。

## ヴァチカン

### 監査役
マルコム=C=ルベリエ（Malcom C. Lvellie）
声 - 大林隆介 / 大川透
中央庁特別監査役の長官にして教団幹部のルベリエ家の筆頭。イギリス人。50歳。オールバックで一房だけ降りている髪、鋭い目、鼻の下にはちょびヒゲがある。
教団に帰還したクロスを諮問するため本部を訪れる。14番目のノアとアレンの正体のことや、方舟に生成工場があることを知っていてクロスを送り出すなど、かなり黒の教団の最深部に関わっている模様。エクソシストを守ることではなく、戦争に勝つ為に方舟の利用、更にリナリーを戦いに復帰させるためにイノセンスを強制的にシンクロさせることも考えていた。また、アレンを異端審問（死刑確定の拷問裁判）にかけようとしており、その性格からバクに蛇のように思われ嫌われている。過去の出来事からリナリーはトラウマがあり、彼に対して笑顔を見せない。常に冷徹な振る舞いをするため、冷酷な人物と思われるが、意外にもケーキ作りが趣味。
ハワード・リンク（Howard Link）
声 - 岸尾だいすけ / 立花慎之介
ルベリエの部下で、彼の命令でアレンの監視役に着く。ドイツ人。19歳。職務には忠実だが、アレンにとっては同居人のようにしか思われておらず、アレンやラビに遊ばれている描写がある。額に縦にホクロが二つあり、ラビからは「ホクロふたつ」と呼ばれる。
本来は中央庁お抱えの戦闘部隊「鴉」のメンバーで、高い身体能力に加え護符を用いた術でAKUMA相手に戦うこともできる。ケーキが大好物で、大量に頼んで朝ご飯にする程。ルベリエを見習って、初登場時はアレンにパンプキンパイを差し入れている。チェスが得意で、この特技がイノセンス回収に役立ったこともある。
元は孤児で、第三エクソシストのマダラオ達とはその当時からの付き合い。生きるために共に「鴉」になり、中央庁に従ってきた。
- 鴉（カラス）の技一覧
  - 黒羽焔气（くれはねんき）
  - 炎羽（えんばね）
  - 衛羽（まもりばね）
  - 縛羽（しばりばね）
  - 禁羽（きんじばね）

- 癒闇蛇（ゆやみへび）

### 第二エクソシスト
ALMA / アルマ・カルマ（Alma Karma）
声 - 浅利遼太（第2作）、潘めぐみ（少年時代）
YUと同じ第二エクソシスト計画の被験体として作られた少年。元となったエクソシストは女性で、神田が探し続けていた「あの人」。
人懐っこい穏やかな性格だったが、自分の正体を知ったことで絶望し暴走。研究員たちを殺戮し、自分の秘密を守るためにYUと心中を図ろうとするが、皮肉にも「あの人=自分（アルマ）のオリジナル」を探すために生きることを望んだYUにより再生能力が追いつかなくなるほどに破壊される。
それから昏睡状態のまま9年間保存されていたが、AKUMAの卵核を植えつけられ、母胎アルマ=カルマとして第三エクソシスト計画に利用されることになる。更に千年伯爵によりAKUMAとして復活させられる。

### 第三エクソシスト
マダラオ（Madarao）
声 - 江口拓也（第2作）
第三エクソシストのリーダー格。テワクの兄。「鴉」のメンバーで、リンクのかつての仲間。傷を負い両腕を失ったトクサを「放っておいていい」「発動が出来ないトクサに生き続ける意味はない」と言うなど、冷酷な性格。
テワク（Tewaku）
声 - 末柄里恵（第2作）
第三エクソシストの中では唯一の女性で、マダラオの妹。お嬢様口調で会話をする。感情をあまり表に出さないが仲間思いであり、リンクと共に助けに行こうとする。方舟で連れて行かれAKUMAに成り下がった。
トクサ（Tokusa）
声 - 斉藤壮馬（第2作）
いつも口の下に手をあてている。笑みを絶やさずに丁寧な口調で話すが、毒舌な部分もある。第三エクソシストとして誇りを持っており、エクソシストを「イノセンスに選ばれて軽々と使徒になれた」と考えている。戦闘中にティキ・ミックによって両腕を失い、マダラオに吸収されることを願ったが叶わず、黒の教団の北米支部へと飛ばされる。アルマの暴走でAKUMAとなり方舟で連れて行かれた。
ゴウシ（Goushi）
声 - 乃村健次（第2作）
相撲取りのような大柄の男。他の第三エクソシスト同様アルマの暴走でAKUMAとなる。
キレドリ（Kiredori）
声 - 山本和臣（第2作）
小柄な少年。初登場の時に、ゴウシを諌めた。アルマの暴走でAKUMAとなる。

### 枢機卿（カーディナル）
アポクリフォス（Apocryphos）
声 - 荻野晴朗（第2作）
「ハート」を護るためだけに存在する唯一の自立型イノセンス。アレンの前に現れるまでは枢機卿の身分で潜んでいた。正体を表した際には鼻梁がなく真っ赤な目に真っ白な肌の「神の結晶」とは思えないおぞましい姿をしている。
他のイノセンスよりも力の格が上で通常のイノセンスではダメージを与えることができないロードにダメージを与えるほどに力が高い。

## 千年伯爵と仲間達

### ノアの一族
千年伯爵（せんねんはくしゃく / The Millenium Earl）
声 - 滝口順平 / 青山穣
第1使徒「千年伯爵」
7000年以上前から存在する、世界終焉を目論む怪人物。国籍、年齢等の詳細は不明。「機械」「魂」「悲劇」を材料にAKUMAを作り出す魔導士でノアの方舟の奏者。かなりの肥満体型だが、本人はポッチャリ程度としか認識していない。顎と口が非常に細長いかつ大きく、鋭い歯がむき出しになっており、劇中で口を閉じた描写は全くない。一人称は「我輩」。ノアの一族などからは主に「千年公」、「主」等の様々な愛称で呼ばれており、身内には優しいが、怒ると恐ろしい形相になる。自らを裏切った14番目は憎んでいると思いきや、「14番目のそばにいたい」や14番目殺害を思い出し涙を流すなどの謎の行動もみられる。言葉の最後が片仮名になることと、語尾にハートがつくことが特徴。毎回異なるデザインのシルクハットをかぶって登場する。好物はワニ。アレンの「退魔の剣」と色違いの剣を持っていて、戦闘力は強大。江戸の町を一瞬で真っ平らに消滅させるほどの力を持つ。
ロード・キャメロット（Road Kamelot）
声 - 清水愛 / 近藤唯
第9使徒「夢（ロード）」を司るノア。国籍、年齢共に不明。一人称は「僕」。ボーイッシュな少女の容姿をしているが35年前に転生している一族の長子で、同時に奏者の資格も持つ。性格は無邪気で残酷、命を奪う事に躊躇が無く、人間を毛嫌いしている。その反面、アレンに対してはキスをするほど気に入っている様子である。また一族のことは大切に思っているようで、ティキのノアがアレンに破壊された際には怒りの表情を見せた。普段はシェリルの養女として生活しており、貴族として舞踏会に参加したり、人間の学校にも通うなど、ノアと人間の生活を両立させている。
好きなものはお菓子、レロ、伯爵、アレン。嫌いなものは人間。趣味はAKUMAいじめ、いたずら。
自らの夢世界と現実を繋げる能力を持ち、方舟の機能をダウンロードする役目を任されていた。ノアの中で唯一方舟を使わない移動が可能であり、自身の「夢」の世界に相手を連れ込むことで、相手の精神を破壊する攻撃を得意としている。先の鋭利な蝋燭を自由自在に操っての物理攻撃なども可能。「現実」の世界の彼女の肉体を攻撃しても意味が無く、アレンの「神ノ道化」も通用しない。
- 夢（ゆめ）
  - 扉（とびら）
  - 蝋燭（ろうそく）
  - 箱（はこ）

ティキ・ミック（Tyki Mikk）
声 - 森川智之 / 西田雅一
第3使徒「快楽（ジョイド）」を司るノア。ポルトガル人。推定26歳。黒髪の癖毛で容姿端麗のタレ目、左目の下に泣きぼくろがある。好きなものはイーズ達と食べる食事、鯉。嫌いなものは勉強（本人曰く学が無い）。趣味は二重生活。人間時は浮浪児仲間と生活しているが、ノアの時は一国の大臣であるシェリル・キャメロットの弟として舞踏会などに参加、また伯爵に暗殺などの仕事を任されている。
性格は極めて飄々としていて、基本的にノリは軽い。ノアでありながら人間臭い部分が多々見受けられ、またロードとは対照的に人間を好いている。二重人格的に『白（人間）』と『黒（ノア）』の顔を使い分ける事を楽しんでおり、『黒（ノア）』の時は殺人に快楽さえ覚えていた。その反面、気を抜くと人間に戻れなくなってしまう事を恐れている。
能力は「万物の選択」。自身が触れたい物（イノセンスを除く）を自由に「選べる」権利を持つ。これを利用して空中を歩行したり、周りの大気を「拒絶」し真空状態を造り出すことも可能である。外傷を負わせずに心臓だけを抜き取って殺害する方法を好む（デイシャ・バリーを含む数名のエクソシスト、またケビン・イエーガー元帥の死因はこれ）。「選択」の能力の以外にも蝶型食人ゴーレム・ティーズを武器として使う。
- ティーズ
- 選択（せんたく）
  - 拒絶（きょぜつ）

- 覚醒（かくせい）

スキン・ボリック（Skinn Bolic）
声 - 三宅健太
第8使徒「怒（ラースラ）」を司るノア。アメリカ人。29歳没。一人称は「己」。
能力は「神の怒り」。直接攻撃的な能力で、体には何百万ボルトの高エネルギーが満ちており、傷つけられるほど傷つけた相手にそのエネルギーを流し込み攻撃する。また相手の内部を鎖で繋ぎ、内部からも攻撃が可能である。
寡黙な雰囲気を持つが、どこか情緒不安定の気がある。「怒り」はノアのメモリーの中で強烈なものであるために怒りによって我を忘れてしまう事が多く、最もイノセンスを憎んでいる。また甘いものが好物で、食事が甘くなかったというだけの理由で激昂することがある。
- 神の怒り（かみのいかり）
  - 雷（かみなり）
  - 雷輪（かみなりわ）
  - 神罰（しんばつ）

ジャスデビ（Jasdevi）
第10・11使徒「絆（ボンドム）」を司る二人で一つの双子のノア。アメリカ人。17歳→18歳。闇市で購入した玩具と思われる銃を武器にしている。
一人称は「僕ら」。伯爵の命でクロスを追っているが、常に逃げられるだけでなく100ギニー（日本円で約200万円）の借金をツケられてしまうなど、酷い目に遭わされている。そのためクロスには個人的な恨みも抱いている（単行本11巻の表紙の中を見た所、借金は自分たちで返済していく様子）。
能力は「実現」。二人が同時同一の想像をした時、その想像を現実に実現する事が出来る。二人での戦闘時は能力で特殊な力を持つ銃の弾丸を創造・発射して戦う。また、一体化してジャスデビになると身体能力が強化される（最強の肉体を実現することにより一体化する事が出来る）。「子供」と呼ばれる事がコンプレックスなのか、子供扱いされる事が嫌い。
- 実現（じつげん）
  - 青ボム（あおボム）
  - 赤ボム「灼熱の赤い惑星」（あかボム「しゃくねつのあかいわくせい」）
  - 白ボム（しろボム）
  - 緑ボム（みどりボム）
  - 紫ボム「騙しメガネ」（むらさきボム「だましメガネ」）

デビット（Devit）
声 - 斎賀みつき / 米内佑希
黒髪のノア。一人称は「オレ」。気性が荒く、短気な性格をしていて、自分の獲物に異常に執着するタイプ。口が悪い。
趣味はブレイクダンス。好物は卵のちぎれていないオムライス。嫌いなものはしいたけ。起床後すぐにやることはジャスデロのかつら選び。
ジャスデロ（Jasdero）
声 - 森久保祥太郎
長い金髪のノア。一人称は「デロ」、「僕」。デビットに比べ、呑気で穏やかな性格をしている。頬から口にかけて糸が縫ってあり（第187夜での再登場時には、糸は外れていてメイクが大人しくなっていた）、頭のアンテナらしきものは実は電灯である。
好物は激辛カレー。嫌いなものは甘いお菓子。
ルル＝ベル（Lulu Bell）
声 - 小笠原亜里沙
フランス人。推定23歳。身長166cm、体重55kg。2月22日生まれ。魚座。AB型。
第12使徒「色（ラストル）」を司る女性のノア。一人称は「私」。容姿端麗でパンツスーツを着用し、前髪を切りそろえ、うなじの辺りで後ろの髪を結んでいる。人間の時は金髪でサングラスを掛けており、常に目を閉じている（稀に開くこともある）。性格は冷静沈着でほとんど感情を表に出さず、千年伯爵に忠実。かつポーカーフェイス。伯爵のことを「主人（あるじ）」と呼ぶ。
能力は「万物への変身」。人や生物に化けることができる。また手を鞭のような形状にしたり、全身を液体状にしたりする事も可能である。
アニメ版では、原作に登場するよりも以前に現れ、クロス部隊の妨害をする。表には出さないが部下のAKUMA・ミミ（声 - 榎本温子）の事を大切に思っている等、心優しい面を持つ
シェリル・キャメロット（Sheril Kamelot）
声 - 飛田展男（第2作）
第4使徒「欲（デザイアス）」を司るノア。人の世界ではロードの養父でティキの兄。長い黒髪でややつり目であり、服装は常に正装。一人称は「僕」（大臣の時は「私」）。
ある国の外務大臣を務めている。策略により戦争を起こさせ、AKUMAが誕生しやすい環境を作り出すことが目的である。
ロードを溺愛しており、病弱な妻がいる。美しいものを好む癖がある。自称ドS。
アニメ版第1作では台詞を語る事は無かったが、最終話でわずかに登場している。
ワイズリー・キャメロット（Wisely Kamelot）
声 - 保志総一朗（第2作）
第5使徒「智（ワイズリー）」を司るノア。イギリス人。17歳。人間としての本名は現時点では不明。古風な喋り方であり、一人称は「ワタシ」、二人称は「おぬし」。
聖痕の部分に3つの眼（魔眼）があり、相手の心を読むことが出来る能力を持つ（正確には相手の脳を覗く能力）。心を読む際はその人物の額にも自分と同じ魔眼の模様が浮かぶが、これがダメージを受けると自身もダメージを受ける。魔眼は、通常の目と同じ方向に瞳が動いている描写がある。転生後は千年伯爵の計らいでシェリルの養子になったらしい。
35年前に「14番目」に殺害されたショックで、次に転生するまでかなりのタイムラグが生じ、現代では最後に発見された。かなり大雑派な性格。
- 魔眼（まがん）

フィードラ（Fiedla）
第6使徒「蝕（フィードラ）」を司るノア。エジプト人。22歳。人間としての本名は現時点では不明。語尾に「〜ぶー」と付ける。性格はマイペースで、絵日記を描くことが趣味。
「寄生蟲（ポワズ）」と呼ばれる寄生虫や口を通じて、様々な病原体を相手に感染させ、苦しめる能力を持つ。また、寄生蟲を通じて通信や監視も可能。
マーシーマ（Maushyma）
スペイン人。29歳。第7使徒「恤（マーシーマ）」を司るノア。人間としての本名は現時点では不明。
トライド（Toraido）
インド人。18歳。第2使徒「裁（トライド）」を司るノア。人間としての本名は現時点では不明。
マイトラ（Maitora）
国籍、年齢共に不明。第13使徒「能（マイトラ）」を司るノア。人間としての本名は現時点では不明。全身奇抜な服を纏っており、方舟や伯爵の魂から生成される魔導式ボディの開発など、技術面を担っている。

### その他の仲間達
レロ（Lero）
声 - 伊藤静
先の部分に南瓜の顔がついている傘型のゴーレム。
伯爵の剣を管理し、異空間へ移動する力を持つ。語尾に「 - レロ」とつけてしゃべり、伯爵とノアの一族らには「 - タマ（＝様）」と付けて呼ぶ。心配性で気配りが細かく、伯爵とノアの一族（特にロード）の世話に苦労が耐えない模様（ロードの宿題を手伝う時もある）。敵側から名で呼ばれることがなく、アレンに名で呼ばれた時は若干の感動を覚えた。

守化縷（スカル / Skull）
AKUMAの魔導式ボディの生成工場（通称『卵』）の番人をする人形で、魔術を扱う魔導士。
方舟でクロスに多くの守化縷を破壊されており、本部襲撃の際には多くの本部化学班を守化縷として奴隷化もしくは殺害している。
卵の番人以外では、魔術の結界などを用いてエクソシストと対峙するノアやAKUMAのサポートなどを行っている。

## その他の人物
ネア・D・キャンベル（Nea D. Campbell）
伯爵、ロードに次ぐ三人目の奏者。マナの実の弟。
本来13人しかいないノアで14番目に生まれた事から「14番目のノア」と呼ばれる（単に「14番目」とも）。千年伯爵を殺し自らが千年伯爵となるために伯爵達を裏切り、アレンに奏者の資格と自らの記憶を与え、その後は伯爵に殺される。アレンの前に現れた際に「千年伯爵は狂ってる。すべてを忘却し、破壊人形と成り果てた」と語っており、ロードは「14番目はマナのために戦った」とアレンに明かしている。
アレンが方舟を操作して以降その意思が徐々に目覚めていき、北米支部でのアルマとの戦いを経て覚醒する。
正体は、千年伯爵が2人の人間に分たれた際の片割れ。
マナ・ウォーカー（Mana Walker） / マナ・D・キャンベル（Mana D. Campbell）
声 - 立木文彦 / 青山穣
アレンの養父。職業はピエロで、アレンが幼い頃に共に旅をしていたが死亡。伯爵の企みによりAKUMAとなりかけた（この際伯爵がマナを「14番目」の兄と認知していたかは不明であるが、小説版より、以前から面識があったことはわかっている）が、アレンの覚醒したイノセンスにより破壊された。その存在は当初からアレンの心の支えとなっており、「14番目」との関係を知った後も変わらず彼に慕われている。
長らく容姿が明らかになっていなかったが、新教団本部での回想シーンでようやく登場。回想の中では顔が長く目の細い中年男性で、茶目っ気のある性格をしていた。また口調は現在のアレンとよく似ている。「アレン」という名の老犬を飼っていて、その犬の死をきっかけに幼少時のアレンと仲良くなった。しかし、クロス曰く14番目（ネア）が死んだ後、おかしくなったと言っている。
その正体は「14番目」ことネアの兄であり、千年伯爵の片割れ。ネアを殺害した後、ノアのメモリーに飲み込まれ、記憶を破壊した上に顔を潰したため、かつて自分がマナだったことを忘れている。
マザー（Mother）
声 - 京田尚子 / 佐々木れい子
クロスのパトロンである老婆。初出は小説版『D.Gray-man reverse1 旅立ちの聖職者』で、本編では第206夜で初登場。
顔はいかつく厳しいが、性根は優しい。14番目の協力者ではないものの、クロスと14番目の関係やアレンが14番目の器であることを知っている数少ない人物。
バーバ（Barba）
声 - 志村知幸 / 後藤ヒロキ
マザーの使用人。子供のような顔と性格の巨漢の男性。初出はマザーと同じく『D.Gray-man reverse1 旅立ちの聖職者』で、本編では第206夜で初登場。
ちょめ助（ちょめすけ / Chomesuke） / サチコ（Sachiko）
声 - 名塚佳織
日本にてラビ達と行動を共にしていた改造AKUMA。人間体時は和服女性。一人称は「おいら」で、語尾に「ちょ」をつけて喋る。「ちょめ助」はその語尾からラビに付けられた通称であり、人間体の名前は「サチコ」。